# Neudenau

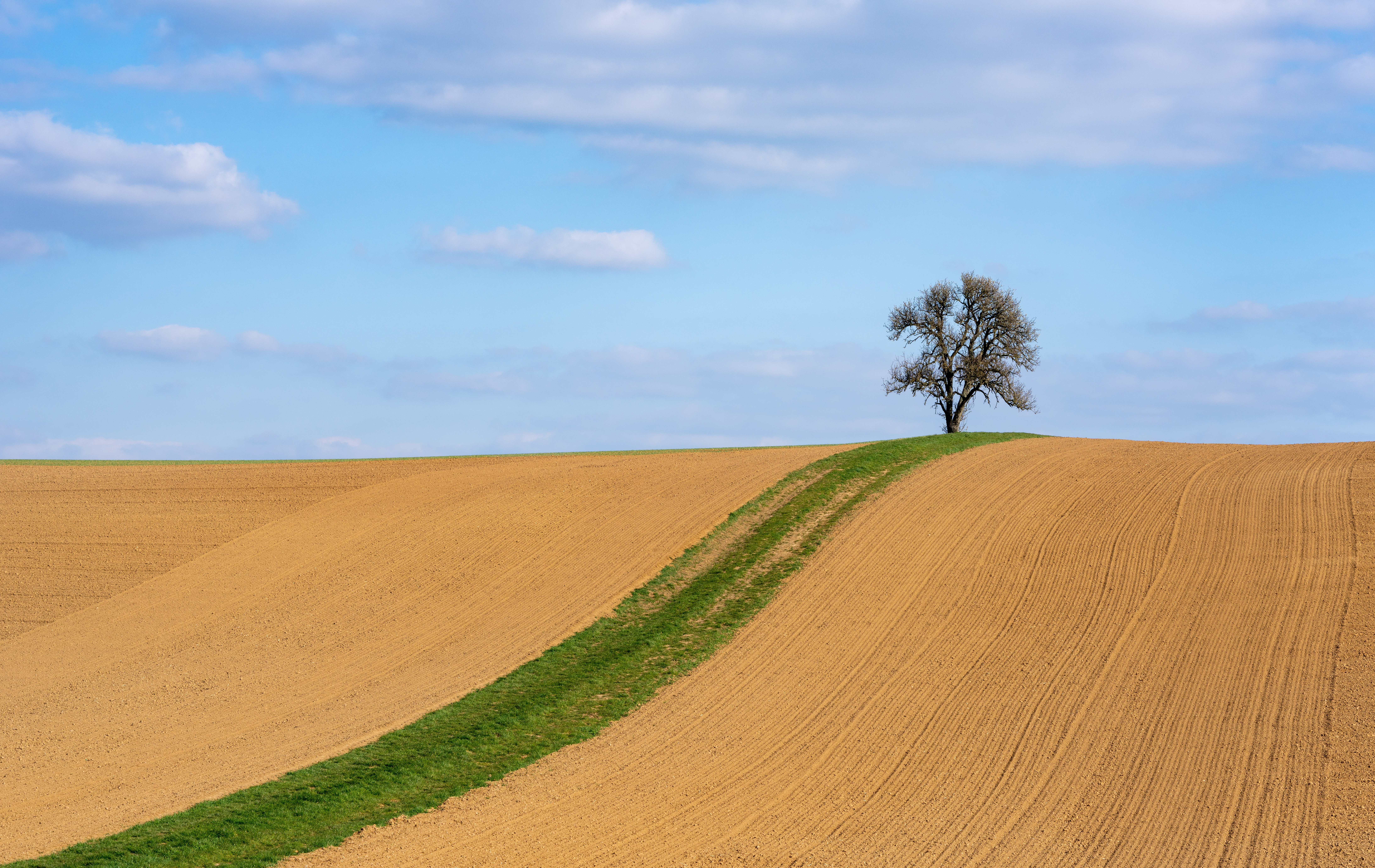
Des champs dénudés, un chemin avec de l'herbe verte et un poirier commun solitaire près de la Hohe Strasse au sud-est de Herbolzheim (Neudenau). Avril 2021.

Neudenau  est une ville de Bade-Wurtemberg (Allemagne), située dans l'arrondissement de Heilbronn, dans la Région de Heilbronn-Franconie, dans le district de Stuttgart.